# دم‌پارویی سینه‌زرد
دم‌پارویی سینه‌زرد(نام علمی: Prioniturus flavicans) نام یک گونه از سرده دم‌پارویی است.